# Національний університет «Чернігівська політехніка»
Національний університет «Чернігівська політехніка» — заклад вищої освіти науково-технічного та соціально-економічного спрямування, що знаходиться в Чернігові.
Заснований у 1960 році як загальнотехнічний факультет Київського політехнічного інституту.

## Загальна інформація
Національний університет «Чернігівська політехніка» — багатопрофільний навчально-науковий центр з системою безперервної освіти, що включає систему довузівської підготовки, 5 навчально-наукових інститутів, 2 факультети, 28 кафедр, центр перепідготовки та заочного навчання, аспірантуру та докторантуру. Університет має наукову бібліотеку, бізнес-інноваційний центр, редакційно-видавничий відділ, мережу адміністративно-господарських підрозділів. До складу університету в якості відокремлених структурних підрозділів входять Фаховий коледж економіки і технологій та Фаховий коледж транспорту та комп'ютерних технологій.
Матеріально-технічну базу університету складають 16 навчально-лабораторних корпусів, 6 гуртожитків, навчально-виробничі дільниці, спортивно-оздоровчі, культурно-просвітницькі та розважальні комплекси.
Щорічний контингент студентів університету складає більше 10 тисяч осіб. Постійний науково-педагогічний штат закладу складається з 260 працівників, серед яких лауреати державних премій, заслужені діячі науки і техніки, заслужені економісти, заслужені працівники освіти, соціальної сфери та сільського господарства України, академіки галузевих академій наук.
Містяни у побуті називають виш «Політех».

## Історія
Історія Чернігівської політехніки починається в 1960 році, коли розпорядженням Ради Міністрів Української РСР від 11 травня 1960 року № 651 створений загальнотехнічний факультет Київського політехнічного інституту. Деканом факультету став Калита Євген Григорович.
В 1965 році наказом Міністерства вищої і середньої спеціальної освіти Української РСР від 23 лютого 1965 року № 99 на базі факультету створено Чернігівський філіал Київського політехнічного інституту, що мав у своєму складі три факультети: механічний, технологічний та загальнотехнічний. Директором філіалу був Євген Калита.
В радянські часи Чернігівський філіал КПІ розвивається як вищий технічний навчальний заклад, що забезпечує потреби регіону у висококваліфікованих інженерних кадрах. Директорами філіалу в цей час були кандидат технічних наук, доцент Руденко Петро Олексійович (1982—1986) та доктор технічних наук, професор, заслужений діяч науки і техніки України Денисов Олександр Іванович (1986—2009).
В 1991 році Чернігівський філіал КПІ став самостійним вищим навчальним закладом та отримав назву Чернігівський технологічний інститут, а в 1999 році — Чернігівський державний технологічний університет.
В 2010 році університет очолює доктор економічних наук, професор, заслужений діяч науки і техніки України Шкарлет Сергій Миколайович.
В 2011 році згідно з розпорядженням Кабінету Міністрів України до складу Чернігівського державного технологічного університету входить Чернігівський державний інститут права, соціальних технологій та праці, що нині є Навчально-науковим інститутом права і соціальних технологій у складі Чернігівської політехніки. Того ж року наказом Міністерства освіти і науки, молоді та спорту України від 11 серпня 2011 року № 971 до ЧДТУ приєднаний як структурний підрозділ Чернігівський комерційний технікум, що став Коледжом економіки і технологій ЧДТУ.
4 жовтня 2013 року указом Президента України університету надано статус національного, і він отримав назву Чернігівський національний технологічний університет.
В 2013 році наказом Міністерства освіти і науки України від 28 листопада 2013 року № 1639 до Чернігівського національного технологічного університету приєднано Чернігівський технікум транспорту та комп‘ютерних технологій в якості структурного підрозділу — Коледжу транспорту та комп‘ютерних технологій ЧНТУ.
В 2014 році згідно з наказами Міністерства освіти і науки України від 5 лютого 2014 року № 103, від 23 квітня 2014 року № 510 до складу університету входить Чернігівський державний інститут економіки і управління, що нині є Навчально-науковим інститутом економіки у складі Чернігівської політехніки.
10 грудня 2019 року наказом Міністерства освіти і науки України університет перейменовано на Національний університет «Чернігівська політехніка».
З червня 2020 року, після призначення Сергія Шкарлета виконувачем обов'язків міністра освіти і науки України, обов'язки ректора Національного університету «Чернігівська політехніка» став виконувати доктор технічних наук, доцент, заслужений працівник освіти України Новомлинець Олег Олександрович. 25 листопада 2020 року за результатами виборів його обрано ректором Чернігівської політехніки.
14 березня 2022 року під час облоги Чернігова будівля університету була пошкоджена в результаті обстрілу з важкої артилерії російськими військами.
17 квітня 2024 року будівля університету постраждала внаслідок ракетного удару по місту.

## Структура

### Навчально-наукові інститути
Навчально-науковий інститут бізнесу, економіки та адміністрування
- Кафедра фінансів, банківської справи та страхування
- Кафедра економіки, обліку і оподаткування
- Кафедра управління персоналом та бізнес-технологій
- Кафедра маркетингу, PR-технологій та логістики
- Кафедра менеджменту та адміністрування
- Кафедра підприємництва і торгівлі

Навчально-науковий інститут права і соціальних технологій
- Факультет соціальних технологій, оздоровлення та реабілітації
  - Кафедра соціальної роботи
  - Кафедра психології
  - Кафедра фізичної реабілітації

Юридичний факультет
  - Кафедра публічного та приватного права
  - Кафедра кримінального права та правосуддя
  - Кафедра правоохоронної діяльності та загальноправових дисциплін

Навчально-науковий інститут інженерії, виробництва та будівництва
- Кафедра технологій зварювання та будівництва
- Кафедра автомобільного транспорту та галузевого машинобудування
- Кафедра технологій машинобудування та деревообробки
- Кафедра геодезії, картографії та землеустрою
- Кафедра архітектури та дизайну

Навчально-науковий інститут електронних та інформаційних технологій
- Кафедра інформаційних та комп'ютерних систем
- Кафедра електричної інженерії та інформаційно-вимірювальних технологій
- Кафедра електроніки, автоматики, робототехніки та мехатроніки
- Кафедра інформаційних технологій та програмної інженерії
- Кафедра радіотехнічних та вбудованих систем
- Кафедра кібербезпеки та математичного моделювання

Навчально-науковий інститут природокористування та гуманітарних наук
- Кафедра філософії і суспільних наук
- Кафедра туризму
- Кафедра аграрних технологій та лісового господарства
- Кафедра іноземної філології
- Кафедра харчових технологій та екології

### Відокремлені структурні підрозділи
- Фаховий коледж економіки і технологій Національного університету «Чернігівська політехніка»
- Фаховий коледж транспорту та комп'ютерних технологій Національного університету «Чернігівська політехніка»

### Загальні підрозділи
- Навчально-науковий центр перепідготовки та заочного навчання
- Аспірантура та докторантура
- Відділ кадрів
- Навчально-науковий інформаційно-обчислювальний центр
- Наукова бібліотека
  - Інформаційний центр запобігання та виявлення плагіату
- Редакційно-видавничий відділ
- Бізнес-іноваційний центр
- Центр інклюзивної освіти
- Психологічна служба університету
- Підготовче відділення
- Музей історії
- Пресслужба
- Їдальня

## Наукова діяльність

### Основні напрями
1. Фундаментальні наукові дослідження з найбільш важливих проблем розвитку науково-технічного, соціально-економічного, суспільно-політичного, людського потенціалу для забезпечення конкурентоспроможності України в світі та сталого розвитку суспільства і держави:
  1. Найважливіші проблеми фізико-математичних і технічних наук.
  2. Фундаментальні дослідження з актуальних проблем суспільних та гуманітарних наук.
2. Інформаційні та комутаційні технології:
  1. Нові апаратні рішення для перспективних засобів обчислювальної техніки інформаційних та комутаційних технологій.
  2. Технології та інструментальні засоби електронного урядування. Інформаційно-аналітичні системи, системи підтримки прийняття рішень. Ситуаційні центри.
  3. Технології та засоби захисту інформації.
3. Енергетика та енергоефективність:
  1. Технології електроенергетики.
  2. Технології енергетичного машинобудування.

### Освітньо-наукові проєкти
Чернігівська політехніка веде співпрацю в рамках програм:
- TEMPUS, зокрема:
  - IEMAST — «Створення сучасної магістерської програми з промислової екології»
  - IHSITOP — «Інноваційна гібридна стратегія IT-аутсорсингового партнерства з підприємствами»
  - CABRIOLET — «Модельно-орієнтований підхід та інтелектуальна система для еволюційного співробітництва академії та промисловості в сфері електронної та обчислювальної техніки»
  - BUSEEG-RU-UA — «Набуття професійних і підприємницьких навичок шляхом виховання підприємницького духу і консультації підприємців-початківців»
- Проєкт «Норвегія-Україна»:
  - «Перепідготовка та соціальна адаптація військовослужбовців, ветеранів та членів їхніх сімей в Україні»
  - «Школа соціального підприємництва»
- Еразмус+:
  - Напрямок КА1: Академічна мобільність:
    - Лодзька політехніка (Польща)
    - Економічна академія імені Д. А. Ценова[en] (Болгарія)

  - Напрямок КА2: Проекти співпраці, «Розвиток потенціалу вищої освіти»:
    - CybPhys — «Розвиток практично-орієнтованої спрямованої на студентів освіти в галузі моделювання кібер-фізичних систем»

### Спеціалізовані вчені ради
В Чернігівській політехніці працюють 4 спеціалізовані вчені ради.
Право прийняття до розгляду та проведення захисту дисертацій на здобуття наукового ступеня доктора (кандидата) наук мають 2 ради:
- Д 79.051.01, яка проводить захисти дисертацій за спеціальностями:
  - «Економіка та управління підприємствами (за видами економічної діяльності)» (08.00.04)
  - «Розвиток продуктивних сил і регіональна економіка» (08.00.05)
- Д 79.051.04:
  - «Економіка та управління національним господарством» (08.00.03)
  - «Гроші, фінанси і кредит» (08.00.08)

Право прийняття до розгляду та проведення захисту дисертацій на здобуття наукового ступеня кандидата наук мають 2 ради:
- К 79.051.03:
  - «Електротехнічні комплекси і системи» (05.09.03)
  - «Інформаційні технології» (05.13.06)
- К 79.051.05:
  - «Механізми державного управління» (25.00.02)

### Наукові видання
В 2020 році в університеті налічувалось 7 наукових видань:
- Журнал «Науковий вісник Полісся»
- Журнал «Технічні науки та технології»
- Журнал «Проблеми і перспективи економіки та управління»
- Збірник «Актуальні проблеми юридичної науки та практики»
- Збірник «Проблеми соціальної роботи: філософія, психологія, соціологія»
- Електронний журнал «Публічне адміністрування: наукові дослідження та розвиток»
- Електронний журнал «Фінансові дослідження»

## Почесні доктори та професори
Почесний доктор Національного університету «Чернігівська політехніка» — звання, що присвоюється видатним ученим, діячам галузі вищої освіти, державним і громадським діячам за діяльність і здобутки, що мають вагоме значення для розвитку інтелектуального потенціалу України, а також утвердження авторитету освіти та науки в суспільстві; плідну громадську діяльність, направлену на збереження та зміцнення загальнолюдських цінностей; значний вклад та сприяння в розвитку та становленні Університету, розбудову співробітництва Університету з підприємствами, освітніми та науковими інституціями України та світу, підвищенні міжнародного авторитету Університету. Званням відзначаються особи, які не знаходяться у трудових відносинах з Університетом.
Почесний професор Національного університету «Чернігівська політехніка» — звання, що присвоюється науково-педагогічним працівникам Університету за визначні досягнення в історії його розвитку та в освітній і науковій діяльності.
Звання присвоюються рішенням вченої ради Національного університету «Чернігівська політехніка». На урочистому засіданні вченої ради за участю науково-педагогічних працівників, студентів і співробітників Університету набувачам почесного звання вручається диплом і пам'ятна медаль.

## Студентське життя
В університеті функціонує різноманітні студентські осередки: студентська рада, первинна профспілкова організація студентів, студентський клуб «Перемога», студентська соціальна служба, волонтерський центр «Довіра», творча студія «Гаудеамус», юридична клініка «Adiutorium», кіноклуб «Новий погляд».
Представники студентської ради входять до складу вченої ради університету та беруть участь у конференціях трудового колективу. Студентська рада Чернігівської політехніки співпрацює зі студентськими організаціями інших вищих навчальних закладів, представляє Університет у всеукраїнських, регіональних та місцевих студентських та молодіжних організаціях.
В університеті працюють спортивні секції з волейболу, футболу, настільного тенісу, легкої атлетики, кульової стрільби, лижних перегонів, пауерліфтингу, багатоборства, шахів. Серед студентів-спортсменів Чернігівської політехніки є призери Чемпіонату України, Чемпіонату Європи, Чемпіонату світу, Кубку світу, Всесвітньої Універсіади та Олімпійських ігор.

## Рейтинги
- У рейтингу 200 найкращих закладів вищої освіти України 2022 року університет зайняв 52 місце[15], у 2021 році — 48 місце[16], у 2020 — 60[17], у 2019 — 59[18];
- У консолідованому рейтингу вишів України 2022 року, який складається інформаційним освітнім ресурсом «Освіта.ua», заклад зайняв 54 з 250 місць[19], у 2021 році — 53 з 242 місць[20], у 2020 — 56 з 241[21], у 2019 — 51-52 з 240[22].
- В квітні 2021 року за показниками цитованості наукових статей, опублікованих закладами освіти або їх фахівцями в наукометричній базі Scopus, Чернігівська політехніка зайняла 61 місце серед 190 закладів вищої освіти України[23];
- Станом на січень 2022 року університет займає 60 місце в Україні і 6154 у світі у вебометричному рейтингу університетів світу[24].
- Станом на січень 2022 року університет займає 31 місце зі 87 ЗВО України в рейтингу цитованості провідних вчених у профілях Google Scholar[25];
- Заклад потрапив до топ-30 закладів вищої освіти України 2020 року за версією інтернет-видання про маркетинг і технології для бізнесу, стартапів і підприємців Marketer[26];